# Gieorgij Komarow
Gieorgij Jakowlewicz Komarow (ros. Георгий Яковлевич Комаров, ur. 19 września?/1 października 1897 w Jekaterynodarze, zm. 25 marca 1951 w Moskwie) – funkcjonariusz radzieckich służb specjalnych, generał major.

## Życiorys
Rosjanin, pracował w zakładach naftowych w Batumi i Groznym, od maja 1916 do listopada 1917 służył w rosyjskiej armii, od listopada 1917 do marca 1918 szef łączności baterii rewolucyjnej Czerwonej Gwardii w Groznym, później żołnierz Armii Czerwonej i od stycznia 1919 do marca 1920 oddziałów partyzanckich. Od listopada 1919 członek RKP(b), od kwietnia do sierpnia 1920 komisarz wojskowy okręgu Szali, później funkcjonariusz milicji i pracownik komitetów wykonawczych na Północnym Kaukazie. Od kwietnia 1928 do września 1930 sekretarz i p.o. przewodniczącego okręgowego komitetu wykonawczego w Piatigorsku, od września 1930 do września 1931 przewodniczący rejonowego komitetu wykonawczego w Mozdoku, od września 1931 do stycznia 1931 przewodniczący rejonowego komitetu wykonawczego w Jejsku, od lutego do sierpnia 1933 pracował w kombinacie metalurgicznym w Rostowie nad Donem. Od września 1933 szef specjalnej komendantury GPU/dyrektor sowchozu Zarządu NKWD Kraju Północnokaukaskiego, później pełnił różne funkcje w Zarządzie NKWD Kraju Północnokaukaskiego, od 14 sierpnia 1937 do 1938 szef budowy drogi Nalczyk-Piatigorsk i Poprawczego Obozu Pracy NKWD w Baksanie w Kabardyno-Bałkarskiej ASRR, później w Zarządzie NKWD Kraju Chabarowskiego, od lipca do 15 września 1939 zastępca szefa Wydziału Administracyjno-Gospodarczego Zarządu NKWD Kraju Chabarowskiego, od 15 września 1939 do 13 marca 1945 szef trustu „Kołymsnab” (Kołymskie Zaopatrzenie) Głównego Zarządu Budownictwa na Dalekiej Północy NKWD ZSRR w Magadanie, 28 grudnia 1941 mianowany kapitanem bezpieczeństwa państwowego, 11 lutego 1943 podpułkownikiem, 21 lutego 1945 komisarzem bezpieczeństwa państwowego, a 9 lipca 1945 generałem majorem. Od 13 marca 1945 do 8 czerwca 1946 szef trustu „Kołymsnab” i zastępca szefa Głównego Zarządu Budownictwa na Dalekiej Północy/Dalstroja NKWD/MWD ZSRR, od 8 czerwca do 3 grudnia 1946 zastępca szefa Głównego Zarządu Archiwów MWD ZSRR, od 31 grudnia 1946 do 3 maja 1948 zarządca wszechzwiązkowego trustu „Zołototiechsnab” Głównego Zarządu Specjalnej Metalurgii Kolorowej MWD ZSRR, od 24 sierpnia 1948 do 19 sierpnia 1949 szef Zarządu Poprawczego Obozu Pracy i Kombinatu i zastępca szefa Zarządu MWD obwodu nowosybirskiego, następnie zwolniony ze służby.

## Odznaczenia
- Order Lenina (24 lutego 1945)
- Order Czerwonego Sztandaru (6 sierpnia 1949)
- Order Czerwonego Sztandaru Pracy (11 stycznia 1941)
- Order Czerwonej Gwiazdy (15 stycznia 1945)
- Order „Znak Honoru” (17 stycznia 1943)

I medal.